# Willi Löhr

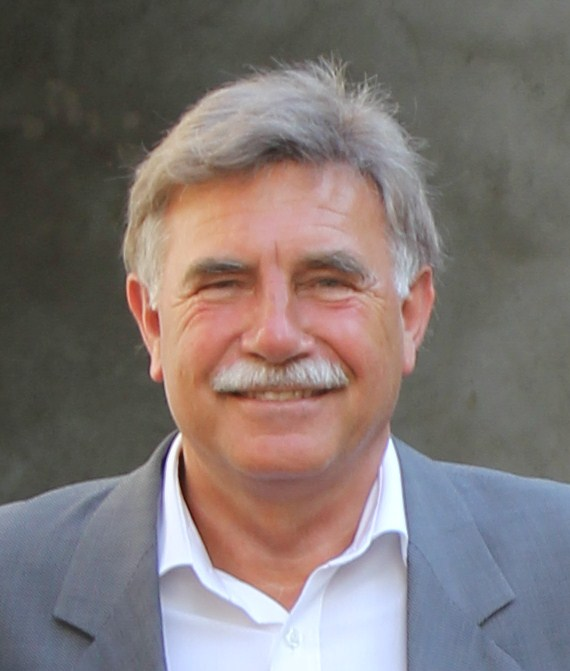
Willi Löhr (2012)

Willi Löhr (* 6. August 1947 in Niederlahnstein) ist ein ehemaliger deutscher Fußballspieler. Der Defensivspieler brachte es bei den Vereinen 1. FC Nürnberg und 1. FSV Mainz 05 in der damaligen Zweitklassigkeit der Fußball-Regionalliga Süd beziehungsweise Regionalliga Südwest von 1969 bis 1974 auf insgesamt 127 Ligaeinsätze mit einem Torerfolg, sowie acht Einsätze in der Bundesligaaufstiegsrunde 1973. Für Mainz war er im Premierenjahr der 2. Fußball-Bundesliga, 1974/75, noch in weiteren 23 Spielen aktiv, zusätzlich in fünf Spielen im Ligapokal 1972/73, sowie in insgesamt sechs DFB-Pokalspielen für Nürnberg und Mainz. Er gehörte den Meistermannschaften der Jahre 1971 (Nürnberg) und 1973 (Mainz) an.

## Laufbahn

### Niederlahnstein und Nürnberg, 1956 bis 1971
Mit neun Jahren begann der Knabe Willi Löhr in der Jugendabteilung seines heimischen SV Niederlahnstein mit dem Fußballspiel im Verein. Sein fußballerisches Talent führte ihn in die Kreis- und Verbandsauswahl und mit 17 Jahren in die 1. Mannschaft. Nach der Rückkehr des SV Niederlahnstein 1967 in die Amateurliga Rheinland konnte er in den zwei folgenden Jahren auf dem höchsten Amateurniveau sein Können unter Beweis stellen und gehörte auch der Rheinland-Auswahl im Wettbewerb um den Amateurländerpokal an. In der Saison 1968/69 wurde Löhr mit seinen Mannschaftskameraden von Niederlahnstein nach einem Entscheidungsspiel gegen die SpVgg Andernach (3:1) Vizemeister in der Rheinlandliga und nahm an den Spielen um die deutsche Amateurmeisterschaft teil. Dabei zog er aber mit dem SV gegen den südbadischen FC Emmendingen den kürzeren und schied aus. Mit der Verbandsauswahl hatte der Mittelfeld- und Abwehrspieler sich im Oktober und November 1968 zwei spannende Spiele gegen den späteren Pokalsieger Nordbaden geliefert (2:1, 0:3 n. V.) und hatte sich dabei in die Notizblöcke von mehreren Regionalligavereinen im damaligen Unterbau der Fußball-Bundesliga gespielt. Er nahm 1969 auch an einem Lehrgang unter der Leitung des damaligen DFB-Trainer Udo Lattek zur Sichtung für die Amateurnationalmannschaft im Vorfeld der olympischen Spiele 1972 in München teil.
Nicht zuletzt auf Hinweis seines ehemaligen Spielkameraden aus der Rheinlandauswahl, Dieter Nüssing, welcher 1968 vom FC Metternich zum „Club“ gewechselt war, wurde er vom amtierenden Deutschen Meister während seines Kampfes gegen den Bundesligaabstieg zu einem Probetraining nach Nürnberg eingeladen. Dabei überzeugte Löhr die Nürnberger Verantwortlichen und unterschrieb zur Saison 1969/70 einen Vertrag beim 1. FC Nürnberg. Als er im Sommer 1969 seinen Dienst im Frankenland antrat, spielte Nürnberg unter Trainer Kuno Klötzer in der zweitklassigen Fußball-Regionalliga Süd. Neben Löhr hatte der Bundesligaabsteiger auch noch Torhüter Gerd Welz, Jürgen Billmann, Heinz Lubanski, Dieter Meis, Helmut Metzler, Dieter Renner und Werner Seubert neu unter Vertrag genommen. Der Neuzugang aus Niederlahnstein debütierte am Rundenstarttag, den 17. August 1969, bei einem 3:1-Auswärtserfolg beim ESV Ingolstadt in der Regionalliga Süd. Vor Torhüter Welz bildete er zusammen mit den alten Clubakteuren aus der Bundesliga Horst Leupold, Ferdinand Wenauer und Fritz Popp als Vorstopper die Nürnberger-Defensive. Am dritten Spieltag, den 27. August, verloren die Franken aber das Auswärtsspiel mit der gleichen Abwehrformation bei Kickers Offenbach mit 0:2, obwohl Trainer Klötzer noch zusätzlich die defensiven Akteure Amand Theis und Johnny Hansen gegen die spielstarken Kickers-Angreifer Horst Gecks, Walter Bechtold, Klaus Winkler und Erwin Kremers aufgeboten hatte. Der Deutsche Meister des Jahres 1968 verfehlte am Rundenende als Dritter knapp den Einzug in die Bundesligaaufstiegsrunde. Am vorletzten Spieltag machte eine 0:3-Auswärtsniederlage am 18. Mai 1970 beim VfR Mannheim – die Rasensportler waren mit Spielern wie Rainer Ulrich, Theodor Homann, Wolfgang Platz, Dietmar Danner und Klaus Slatina angetreten und Löhr hatte vergeblich an der Seite von Heinz Müller versucht die Waldhof-Angriffe bereits frühzeitig zu unterbinden –, die Aufstiegshoffnungen von Nürnberg zunichte. Löhr hatte in der Runde 14 Ligaspiele bestritten.
Unter dem neuen Trainer Barthel Thomas, der vormalige Verbandstrainer aus dem Rheinland hatte mit Nüssing, Theis, Löhr und Wolfgang Riemann eine beachtliche Heimatfraktion im Kader, startete der „Club“ 1970/71 einen erneuten Anlauf um in die Bundesliga zurückzukehren. Zuerst glückte im Viertelfinale des DFB-Pokal am 5. August 1970 ein sensationeller 2:1-Heimspielerfolg gegen den klar favorisierten FC Bayern München. Löhr bildete dabei vor 70.000 Zuschauern mit Rudolf Kröner und Riemann das Mittelfeld des Regionalligisten. Zehn Tage später, am 15. August, starteten die Bayern-Bezwinger mit einem 3:0-Heimerfolg gegen Hessen Kassel in die Regionalligarunde 1970/71. Nach der Hinrunde rangierte der Club mit 30:6 Punkten unangefochten an der Tabellenspitze. Nicht weniger als 27 Punktspiele hintereinander blieb der 1. FCN in dieser Saison ungeschlagen. Die Neuzugänge Manfred Drexler, Rudolf Kröner, Günther Michl, Wolfgang Riemann und Roland Stegmayer hatten wesentlich dazu beigetragen. Die Franken feierten mit 55:17 Punkten eine überlegen herausgespielte Meisterschaft im Süden; Löhr hatte in 23 Einsätzen ein Tor erzielt. In der Aufstiegsrunde konnte sich der Südmeister aber nicht behaupten; Nürnberg belegte lediglich den vierten Rang und Löhr war in keinem Spiel zum Einsatz gekommen. Er hatte zu diesem Zeitpunkt schon einen neuen Vertrag beim FSV Mainz 05 unterschrieben, da in Nürnberg massive Unruhe herrschte wegen der Jugend des Trainers und den ehemaligen Recken aus der Bundesliga, denen unterstellt wurde, nicht mit letzter Überzeugung den Aufstieg anzustreben. Der in der Abwehr wie auch im Mittelfeld einsetzbare Spieler wechselte nach 37 Einsätzen (1 Tor) in der Regionalliga Süd beim 1. FC Nürnberg zur Saison 1971/72 mit seinem Mannschaftskollegen Herbert Renner nach Rheinhessen zum FSV Mainz 05 in die Fußball-Regionalliga Südwest.

### Mainz 05, 1971 bis 1975
Im ersten Trainerjahr unter Bernd Hoss kamen dank der „Blendax-Gelder“ mit Paul Göppl, Gerd Schmidt und Torjäger Gerd Klier noch weitere Verstärkungen neben Löhr und Renner an den Bruchweg. Das führte die Nullfünfer auf den vierten Rang und Löhr war überwiegend auf der Vorstopperposition in 30 Ligaspielen überzeugend im Einsatz gewesen. Gegen den Vizemeister Röchling Völklingen – mit Spielern wie Jürgen Stars, Klaus Hommrich, Detlef Rosellen und Walter Spohr – setzte sich Mainz in beiden Spielen durch. Entscheidender Rückschlag bei der Verwirklichung des Einzugs in die Bundesligaaufstiegsrunde war die 0:2-Heimniederlage am 26. März 1972 gegen den FV Speyer.
Als die Hoss-Truppe sich 1972/73 mit 80:41 Toren punktgleich gegenüber Völklingen durchsetzte und die Meisterschaft gewann, bestritten die Nullfünfer mit dem „legendären 54-Tore-Sturm“ Herbert Renner, Gerd Klier und Manfred Kipp die meisten Spiele im Angriff. In der Defensive vertraute Trainer Hoss auf Libero Herbert Scheller, Vorstopper und Mannschaftskapitän Willi Löhr, sowie auf die Verteidiger Jürgen Richter und Jürgen Janz. Löhr besetzte in allen 30 Rundenspielen vor Scheller die Vorstopperposition. Er war aber durch seine technischen Fertigkeiten und gute Spieleröffnung kein klassischer Manndecker mit überwiegend verbissener Zweikampfführung, sondern mühelos in der Lage auch als spielender Libero der Mannschaft zu helfen. In der Aufstiegsrunde enttäuschte Mainz nicht, SC Fortuna Köln setzte sich aber mit Spielern wie Wolfgang Fahrian, Karl-Heinz Struth, Wolfgang Glock und Hans-Günter Neues erfolgreich durch. Löhr war in allen acht Spielen aufgelaufen und war ein Garant dafür, dass Mainz in acht Spielen gegen Fortuna Köln, FC St. Pauli, Karlsruher SC und Blau-Weiß 90 Berlin lediglich elf Gegentore kassierte.
Auch in seiner dritten Mainzer Saison, 1973/74, unterstrich Löhr mit weiteren 30 Rundeneinsätzen seine Wertigkeit für die Nullfünfer. Das Team vom Bruchwegstadion konnte den Titel aber nicht verteidigen, sie belegten am Rundenende den fünften Rang, zogen damit aber in die ab 1974/75 neu installierte 2. Bundesliga ein. Der menschlich sehr umgängliche Trainer Hoss, er führte die Mannschaft „an der langen Leine“, wechselte aber den Verein und die Nullfünfer starteten mit dem ehemaligen Bundesligaverteidiger und FC Homburg-Trainer Uwe Klimaschefski, als Hoss-Nachfolger in die 2. Bundesliga.
Prompt erlebte Mainz im Debütjahr der zweistaffeligen 2. Bundesliga mit Klimaschefski, Gerd Higi und Gerd Menne gleich drei Trainer im Einsatz. „Klima“ provozierte seinen Abschied aus Mainz nach acht Ligaspielen, die alte Oberligalegende Higi übernahm interim für drei Zweitligaspiele und übergab Ende Oktober 1974 die Aufgabe an Menne, der am 11. Spieltag, bei einer 2:3-Auswärtsniederlage beim FC Homburg seinen Einstand gab. Die empfindliche 3:8-Auswärtsniederlage in der 2. Hauptrunde des DFB-Pokals am 26. Oktober beim FC St. Pauli fiel auch in die Phase der schwierigen Neuorientierung. Mit drei Erfolgen in den letzten drei Punktspielen gegen den FC Augsburg (3:2), VfR Heilbronn (4:1) und Wormatia Worms (3:2) erreichte Mainz noch den 11. Rang und Löhr hatte in 23 Einsätzen, überwiegend als Vorstopper, daran seinen Anteil. Vor Rundenbeginn waren mit Herward Koppenhöfer und Gerd Schwickert zwei zusätzliche Defensivspieler an den Bruchweg gekommen. Sein letztes Pflichtspiel für Mainz bestritt Löhr am 12. April 1975 bei einer 2:5-Heimniederlage gegen den FC Homburg, wo zwischenzeitlich wieder Uwe Klimaschefski als Trainer im Amt war. Da er in den Vertragsverhandlungen mit Mainz herausgehört hatte, wie auch Torhüter Wolfgang Kneib, der sich dem SV Wiesbaden anschloss, dass es nur noch mit drastischen finanziellen Einbußen weitergehen könnte, beendete Löhr nach Rundenende seine Laufbahn im Profibereich und schloss sich zur Saison 1975/76 der FVgg. Kastel 06 als Spielertrainer an.

### Spielertrainer, Trainer, Scout
Nach einer Runde in Kastel übernahm er in gleicher Funktion den TuS Taunusstein-Hahn um dann ab 1977/78 für vier Jahre beim TSV Bleidenstadt tätig zu sein. Mit den Blau-Weißen, unweit von Wiesbaden gelegen, überraschte Löhr im DFB-Pokal der Saison 1977/78. In der 1. Hauptrunde, am 30. Juli 1977, glückte mit dem hessischen Amateurverein ein 2:1-Auswärtserfolg n. V. bei der SG Wattenscheid 09 aus der 2. Fußball-Bundesliga. In der 2. Hauptrunde musste Löhr mit seiner Mannschaft sogar beim Bundesligisten FC Schalke 04 antreten. Am 20. August verlor die Mannschaft von Spielertrainer Löhr mit 1:8 in Schalke.
Ab 1981 folgten Trainerstationen bei der SG Harxheim, Eintracht Lahnstein, VfR Nierstein, der U19 von Mainz 05, TSV Zornheim, FSV Winkel, VfL Fontana Fintheim und nochmals von 2001 bis 2005/06 in der Juniorenabteilung von Mainz 05. Mit der Arbeit im Juniorenbereich verbindet Löhr gute Erinnerungen an die Entwicklung der Spieler Roman Neustädter und Mario Vrančić. Danach verlegte er sich auf das Scouting für die Nullfünfer, wo er dann zuerst für Manager Christian Heidel viel unterwegs war, bevor die Arbeit für das Nachwuchsleistungszentrum der Nullfünfer in den Vordergrund rückte und wo er auch noch heute (2020) tätig ist.